# Heteromysis actiniae
Heteromysis actiniae är en kräftdjursart som beskrevs av Clarke 1955. Heteromysis actiniae ingår i släktet Heteromysis och familjen Mysidae. Inga underarter finns listade i Catalogue of Life.